# Ōendan

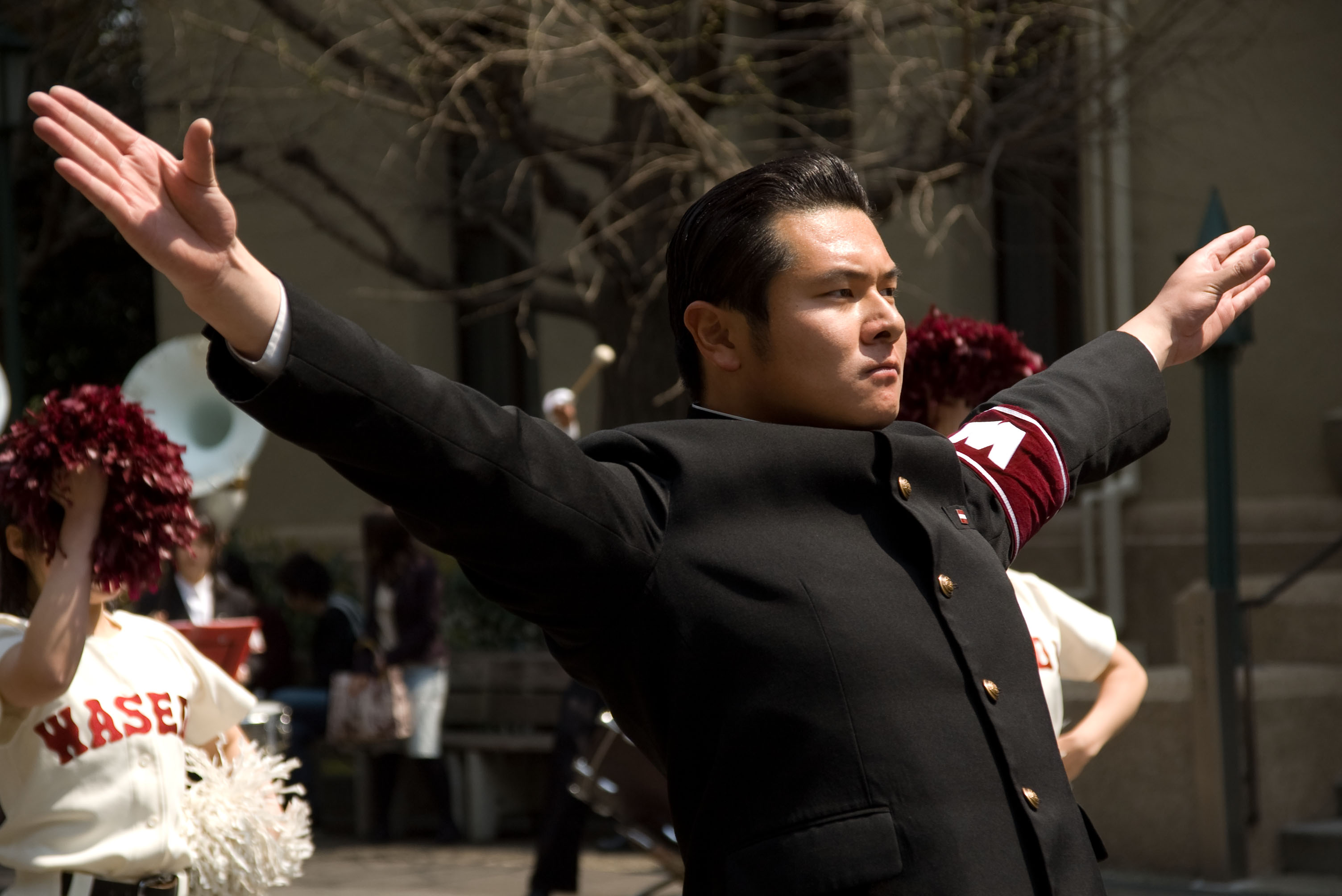
Um integrante de um ōendan

Um ōendan (応援団), literalmente "esquadrão de animação" or "seção de animação", é um grupo de mobilização de esportes no Japão com propósito similar ao dos grupos de animadoras de torcida (cheerleaders) nos Estados Unidos, mas mais focado em fazer barulho com a percussão dos taiko, soprando cornetas e outros itens, balançando bandeiras e estandartes e gritando através de  megafones em apoio ao seu time, em vez de fazer piruetas acrobáticas (muito embora alguns ōendan incorporem garotas de pompom). 
Além de se dedicar à animação da torcida de seus próprios times, os ōendan também se caracterizam por provocações e insultos aos outros times e seus torcedores. Embora se alegue que isto se dê pelo bom espírito desportivo, ocasionalmente ocorrem brigas quando a provocação se intensifica. Grupos menores de ōendan também são denominados ōenbu (応援部, ou "clubes de animação").

## Descrição

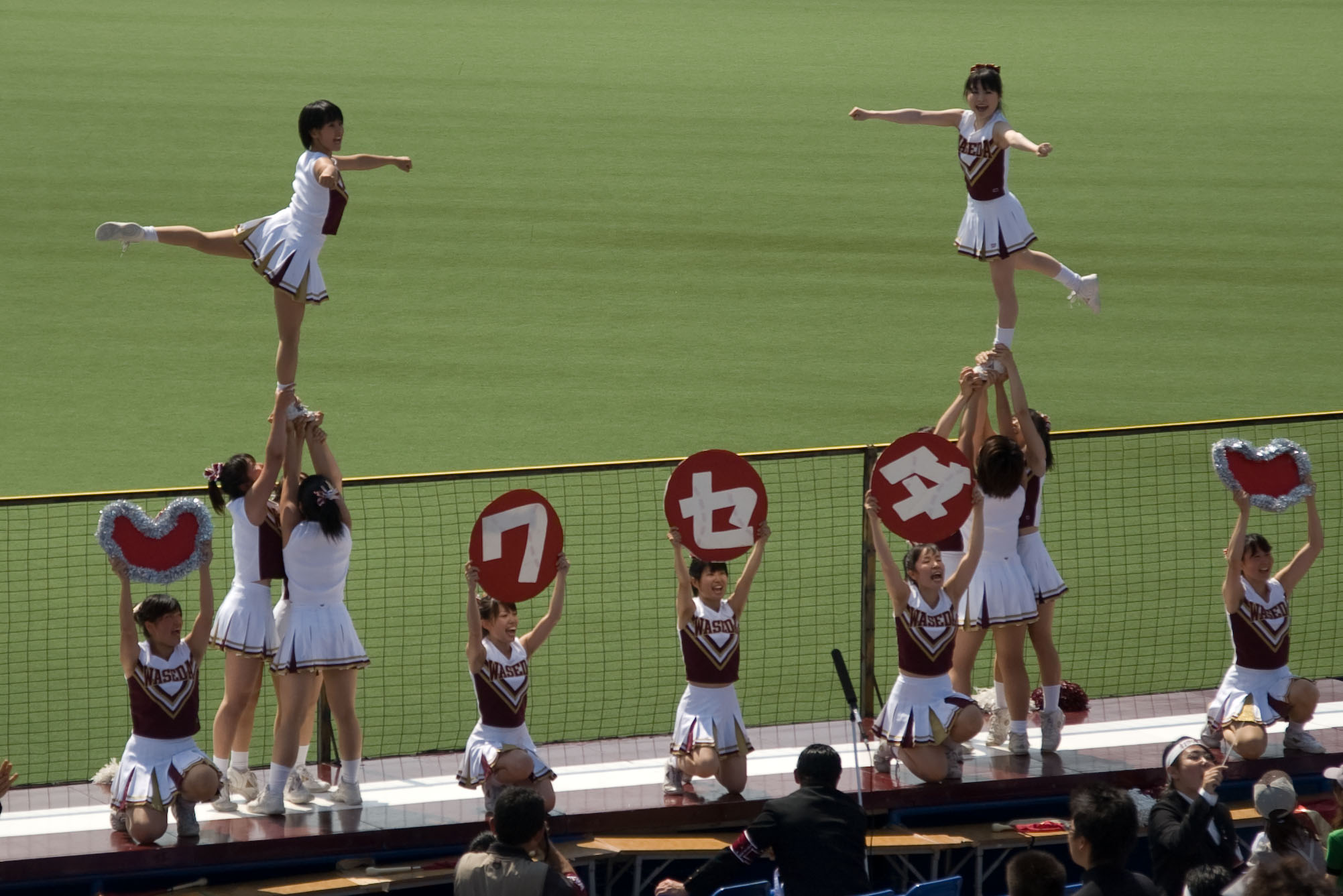
Animadoras de torcida do clube de animação da Universidade de Waseda

Ōendan ou ōenbu podem ser encontrados em colégios de Ensino Médio, assim como no Ensino Superior, em Faculdades e Universidades, assim como em meios não acadêmicos, tais como clubes de companhia, de equipes profissionais, etc. Muitas escolas promovem competições e seus alunos passam semanas praticando para suas apresentações após serem divididos em equipes.
Muitos membros de um  ōendan vestem-se com longos happi e usam hachimaki gravados com brasões de equipe, mensagens inspiracionais ou nomes de seus jogadores/atletas favoritos, uma prática que também foi incorporada por parte da base de fãs de grupos de ídolos japoneses.
Especialmente em equipes profissionais de beisebol, os ōendan de cada equipe usam formas características para aumentarem o envolvimento dos torcedores. As formas de fazê-lo variam conforme o time oponentes. Ocasionalmente, os torcedores isoladamente criam formas de animação que são adotados pelos outros torcedores e pelos próprios ōendan de sua equipe.